# 万得-土星控股
万得-土星控股有限公司（德語：Media-Saturn-Holding GmbH）是欧洲规模最大的电子产品零售商，总部设于德国英戈尔施塔特。它是原本独立的两家电子产品零售商万得城电器和土星电器城的结合体。在2011年3月，该公司还收购了在线零售商redcoon，因为它们此前仍未成功建立自身的网上商城。万得-土星控股为麦德龙的下属公司。

## 历史

土星电器城标志

万得城电器标志

彼此独立的万得城电器和土星电器城已不复存在，只有这两个品牌名称仍然继续单独使用。根据品牌的分工，土星主要开设在城市的核心区域，万得城则大多以购物中心的形式分布于城市近郊。
万得-土星集团根据公司法采取分散的架构。每个门店都作为独立的公司经营，而各自的多数股则均属万得-土星控股所有。这部分门店的公司负责人仅持有少数股（通常为10%），因此在产品、价格和广告策略的制定上不具备决策权。
万得城、土星和redcoon品牌的知名广告活动一般是由内部的营销机构——位于慕尼黑的红蓝营销有限公司（redblue Marketing GmbH）所策划。其名称指代的是两个品牌的主色调。万得-土星集团在2007年的广告支出总额约为5亿欧元。
1988年，考夫霍夫百货公司收购了万得城的54%股权，正式控股这家1979年成立的电子零售商。由于考夫霍夫的介入，万得城得以在1990年接管了竞争对手零售商土星。至1996年，母公司考夫霍夫又与麦德龙仓储量贩（Metro Cash & Carry）、德意志SB百货（Deutschen SB-Kauf AG）以及阿斯科德国百货（Asko Deutsche Kaufhaus AG）合并为麦德龙集团。而自结合成万得-土星控股有限公司起，万得城与土星仅作为独立的品牌在一个中央集权的康采恩中运营。
麦德龙集团目前持有万得-土星控股约75.41%的资本，而麦德龙控股反过来又以股份公司的形式独立运作。事实上，尽管投资集团弗朗茨·哈尼尔公司亦有合股，但麦德龙的结构性问题仍由麦德龙控股进行决策。至2013年1月起，麦德龙持有的股份约为78%。其余的21.6%份额则归克勒哈尔斯家族所有。
作为万得城的创始人之一，列奥波德·施蒂费尔一直是万得-土星控股的企业负责人及及股东，直至2006年12月31日。自2011年1月1日起，霍斯特·诺尔贝格（Horst Norberg）成为新的负责人，却在2014年5月6日被即时解职。万得-土星控股的现任负责人彼得·哈斯（Pieter Haas）。

## 万得城品牌

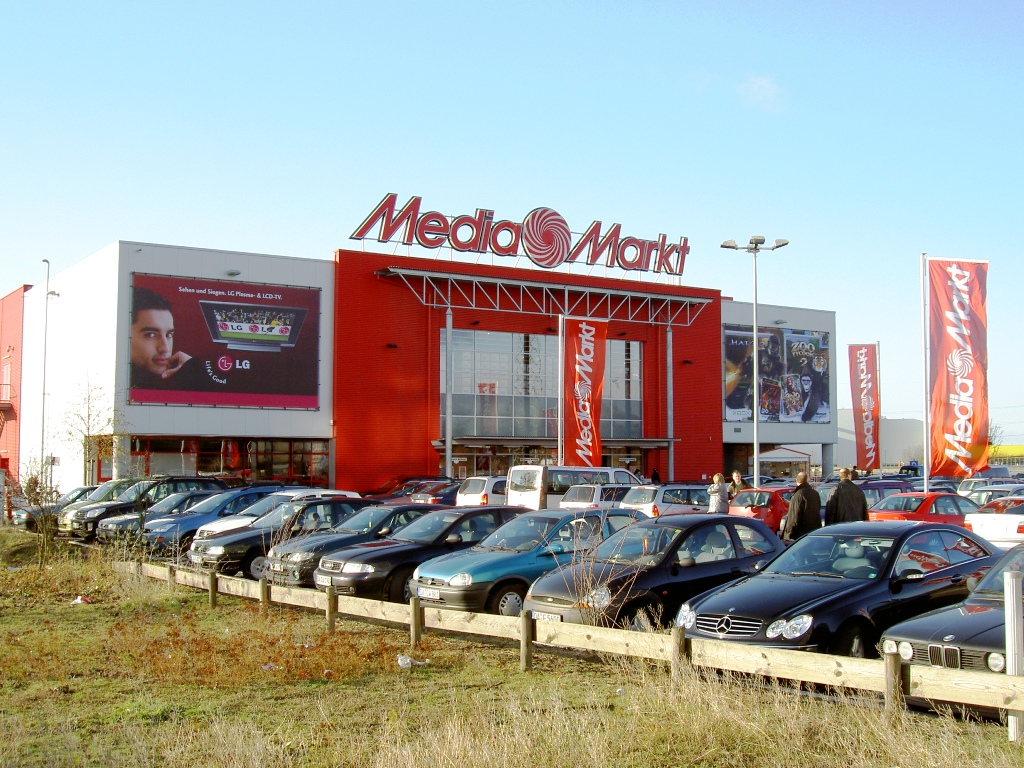
万得城于魏特施塔特

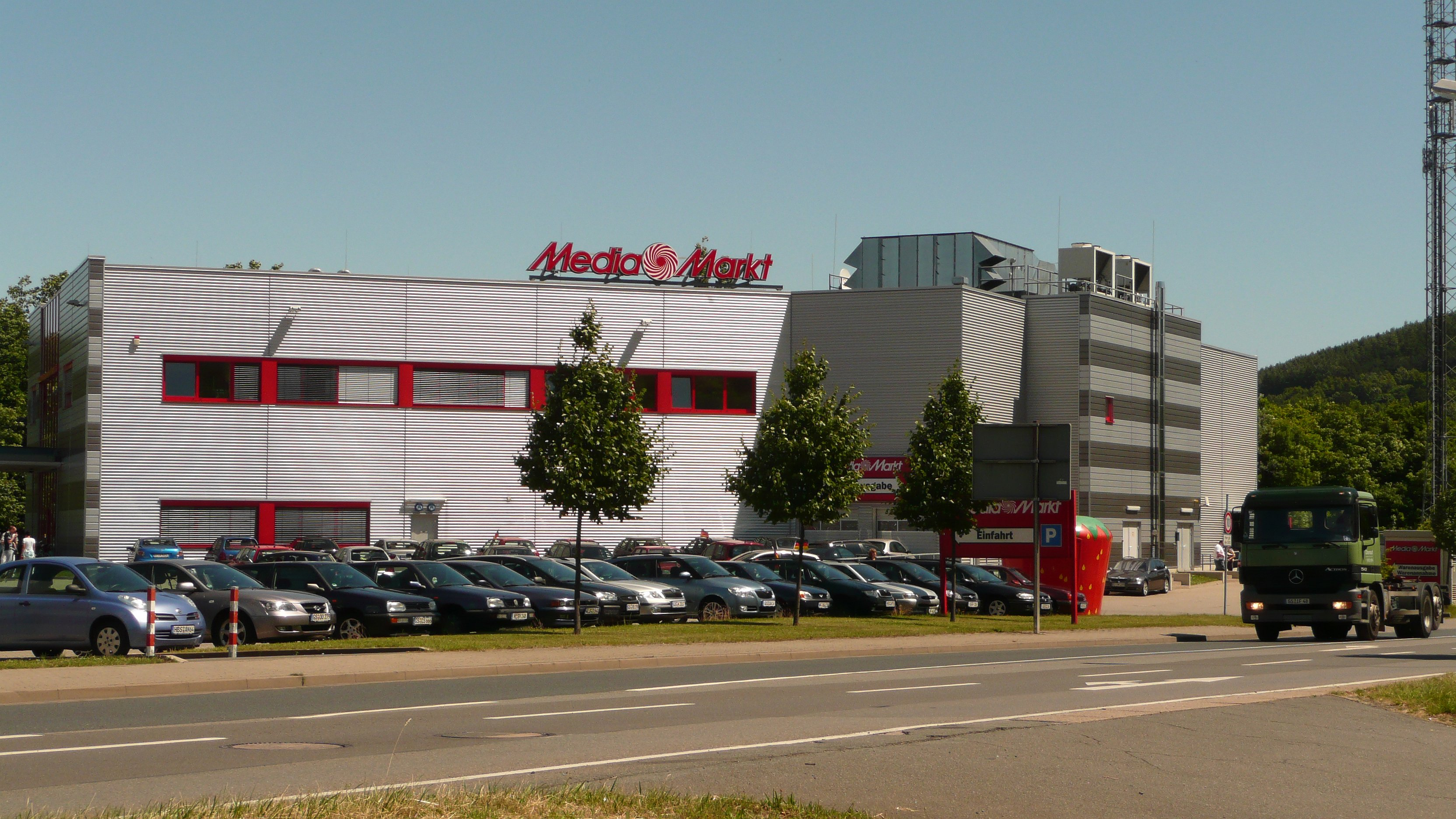
万得城于戈斯拉尔

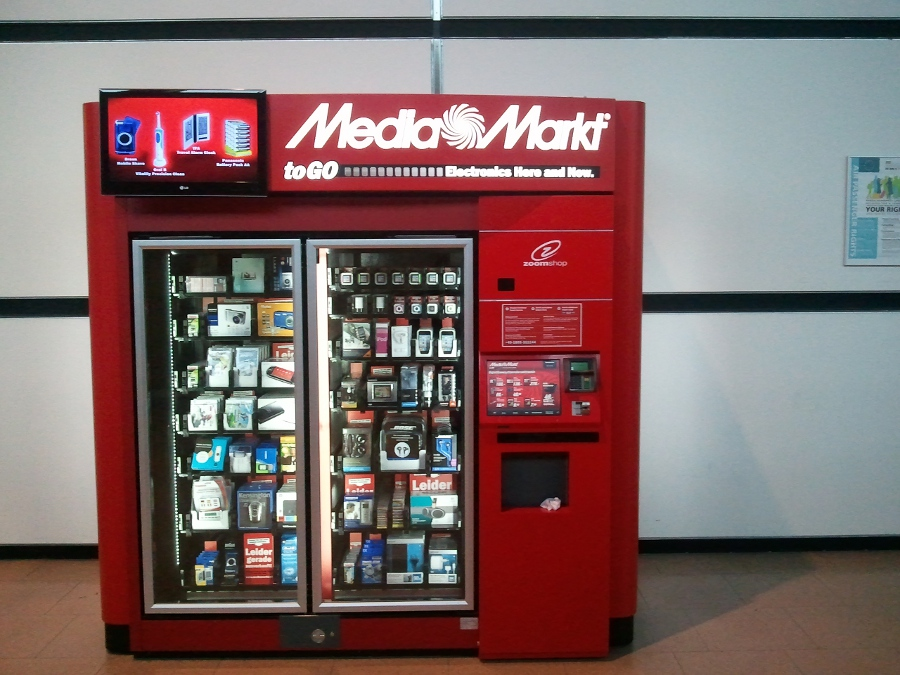
汉堡机场内的万得城自动贩卖机

万得城是在1974年由四位企业家列奥波德·施蒂费尔、瓦尔特·贡茨、埃里希·克勒哈尔斯和赫尔加·克勒哈尔斯一同在慕尼黑始创。他们的愿景是建立一个大型的电子市场，以与电子零售商和邮购商店相抗衡。1979年11月24日，首家万得城在慕尼黑的欧洲工业园开业。至1985年，在慕尼黑周边又迅速扩张多九家门店。
1989年，在考夫霍夫实现控股后，万得城开始向周边国家扩张。
2010年11月17日，万得城于远东的首家门店在上海淮海中路正式开业。为了方便进军中国市场，麦德龙与富士康共同组建了合资公司，并在两年间进一步开设了另外6家万得城门店。然而在2013年1月，由于盈利状况无法达到预期，其扩张脚步受到了极大阻碍，麦德龙宣布万得城退出中国。撤离中国市场亦仅在数个月内便完成：大多数门店都在3月11日关闭，在上海仅保留一个门店继续营业至4月30日，以便提供退换货服务。最后的客服热线则在同年6月30日关闭。
如今万得城共有超过800家门店分布在14个国家：
| 国家   | 当地名称    | 进入年份 | 门店 |
| ------ | ----------- | -------- | ---- |
| 德国   | Media-Markt | 1979     | 261  |
| 比利时 | Media-Markt | 2002     | 23   |
| 希腊   | Media-Markt | 2005     | 10   |
| 義大利 | Media-World | 1991     | 116  |
| 荷蘭   | Media-Markt | 2000     | 52   |
| 奥地利 | Media-Markt | 1990     | 32   |
| 波蘭   | Media-Markt | 1998     | 53   |
| 葡萄牙 | Media-Markt | 2004     | 9    |
| 俄羅斯 | Media-Markt | 2006     | 63   |
| 瑞典   | Media Markt | 2006     | 28   |
| 瑞士   | Media-Markt | 1994     | 27   |
| 西班牙 | Media-Markt | 1999     | 73   |
| 土耳其 | Media-Markt | 2007     | 42   |
| 匈牙利 | Media-Markt | 1997     | 22   |
| 越南   | Media-Mart  | 2008     | 22   |

万得城门店通常拥有约45,000件商品的类目，当中涉及通讯、电脑、摄影、高保真和家用电器等领域。
万得城的品牌知名度主要是通过自1995年起以巨额广告费用制定的标语“我仍未傻！（Ich bin doch nicht blöd!）”进行传播，该主标语通常会伴以其它口号例如“非常便宜并且仍有很多（Saubillig und noch viel mehr）”一同发布。自2015年10月起，万得城开始在商业广告中使用“你感兴趣的主要东西！（Hauptsache ihr habt Spaß!）”作为标语。其广告短片由希尔申集团（Hirschen Group）负责制作。相关广告标识也会出现在所赞助的英戈尔施塔特足球俱乐部球衣上。

## 土星品牌

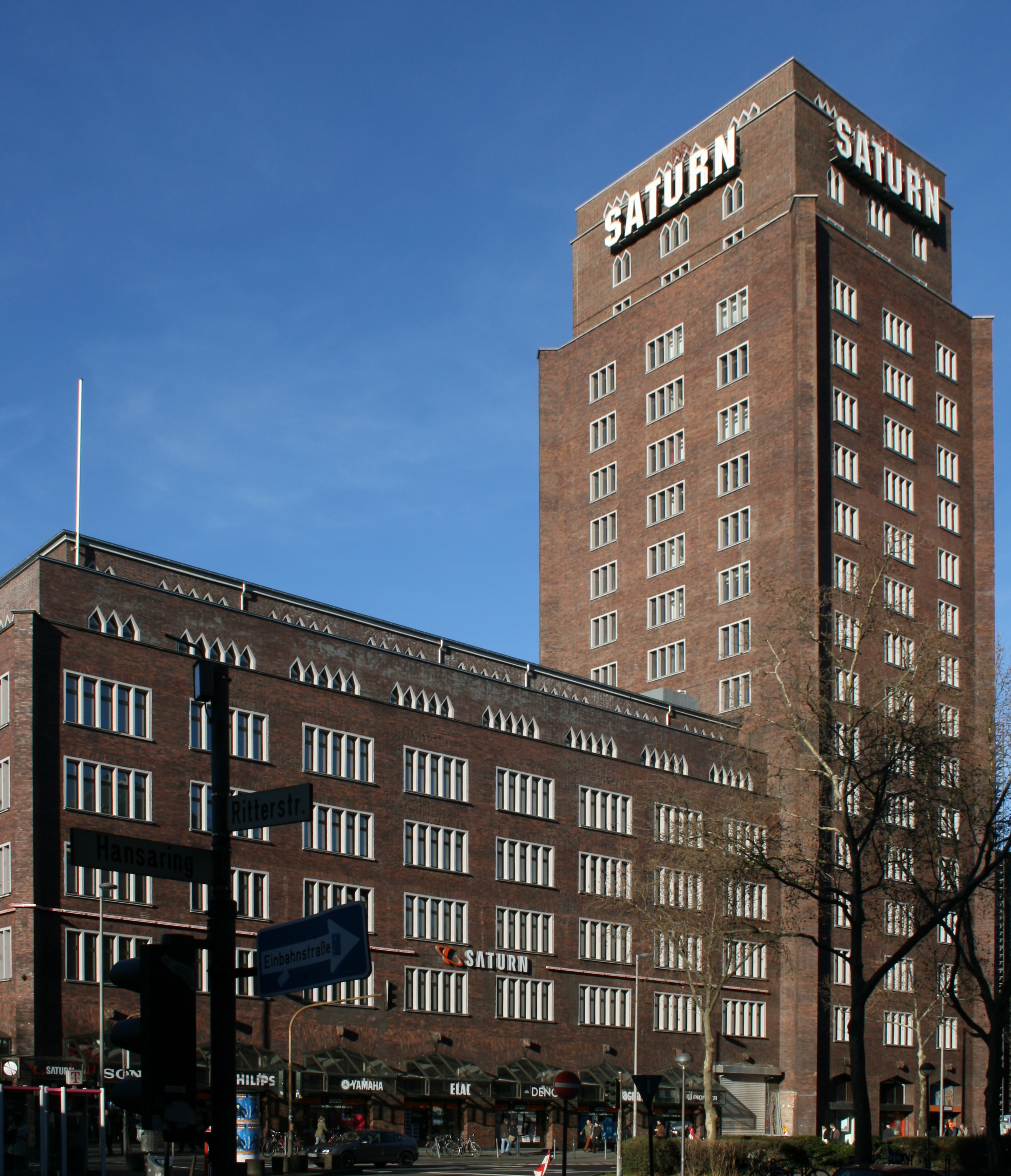
位于科隆的汉萨大厦

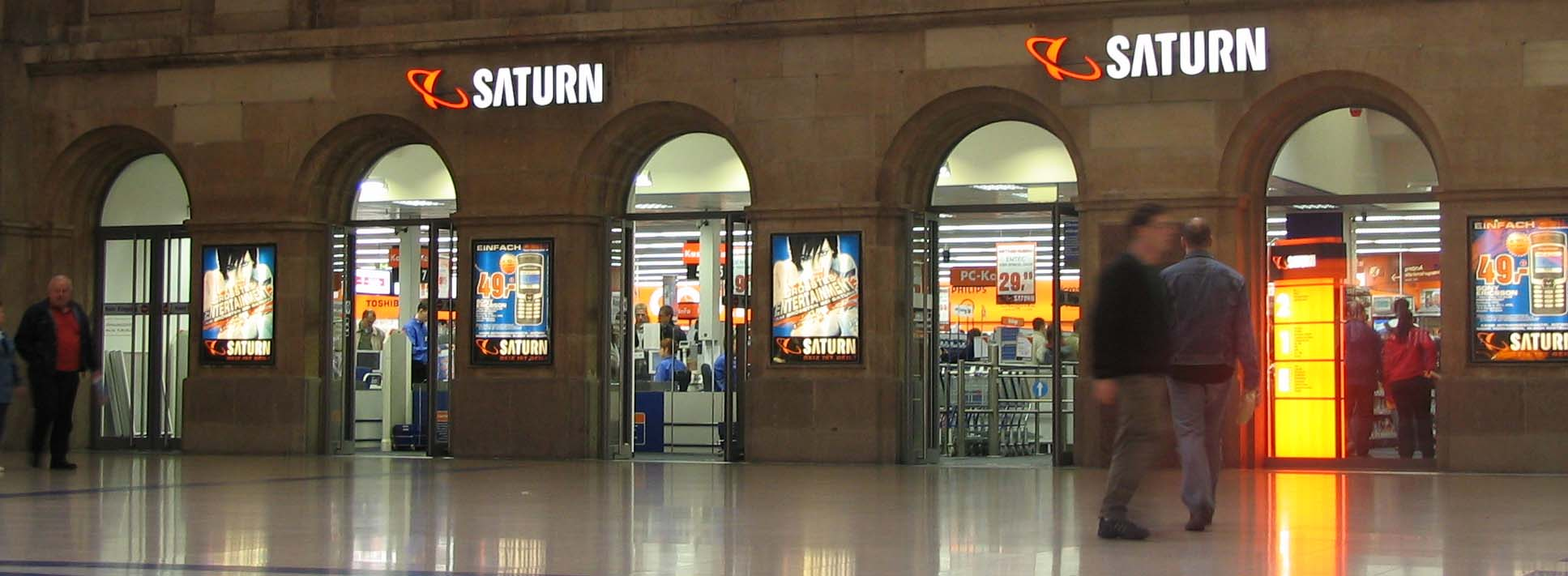
莱比锡火车总站内的土星卖场

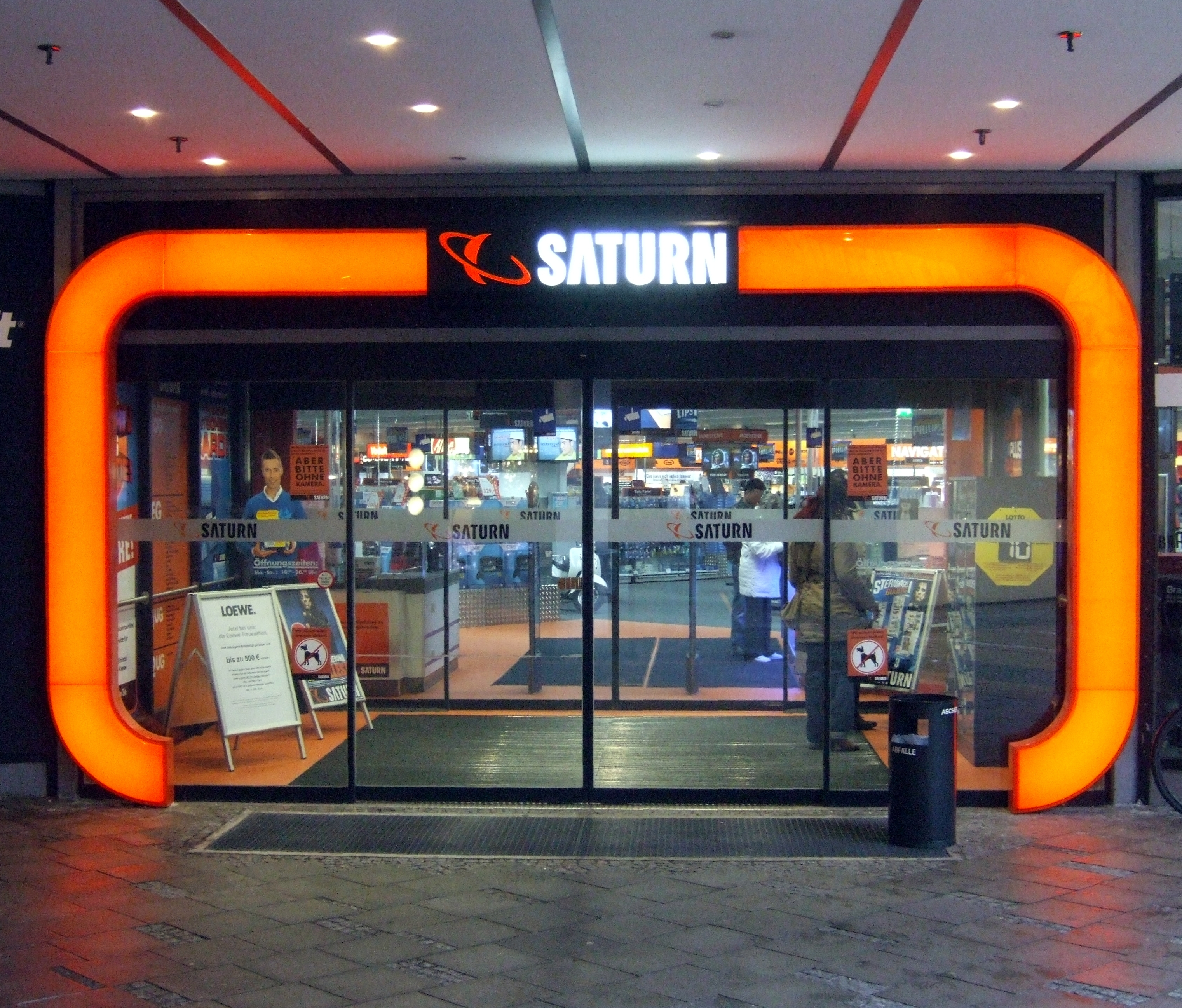
土星特有的橙边门面

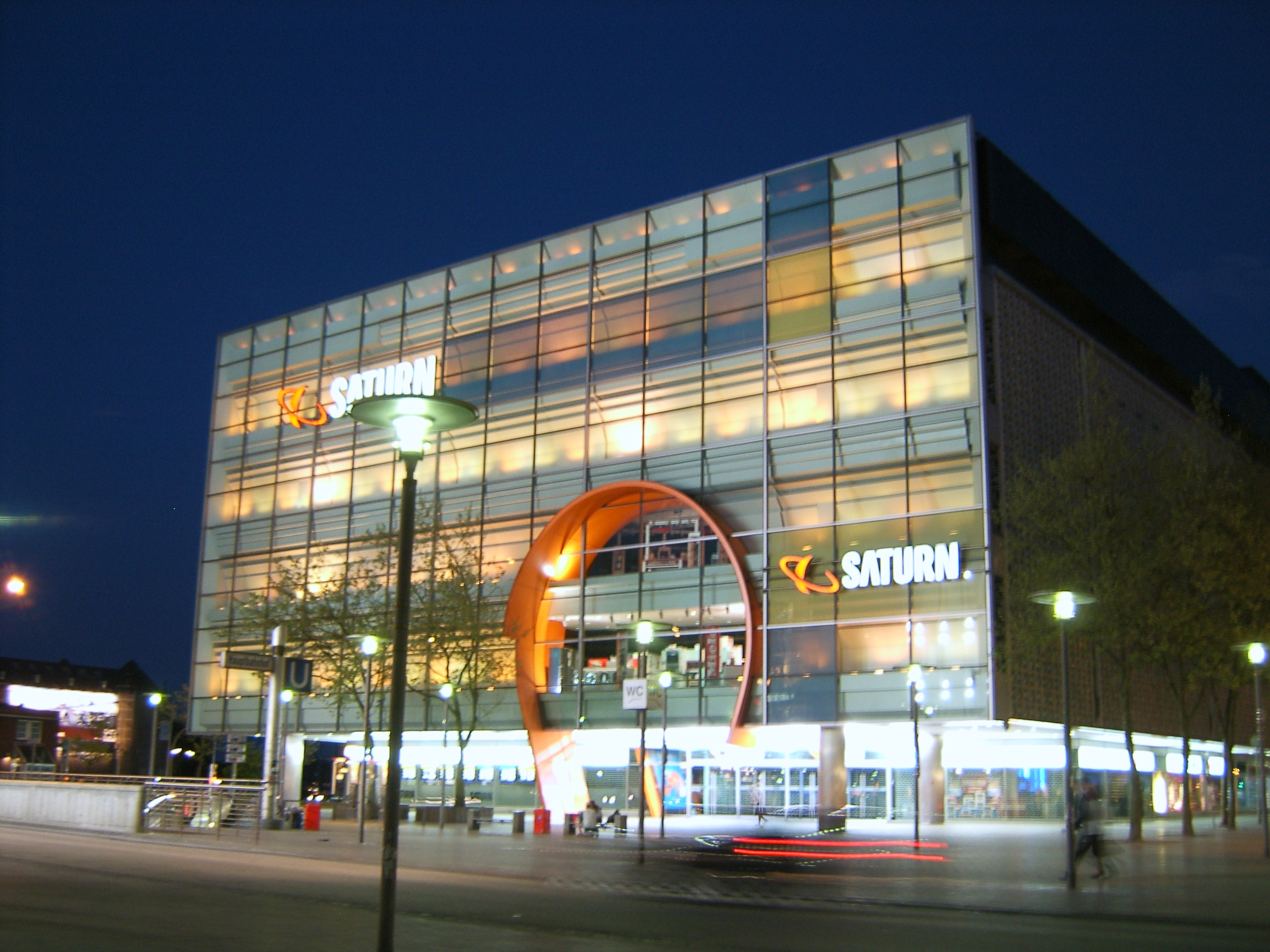
汉堡蒙克贝格街上的土星卖场

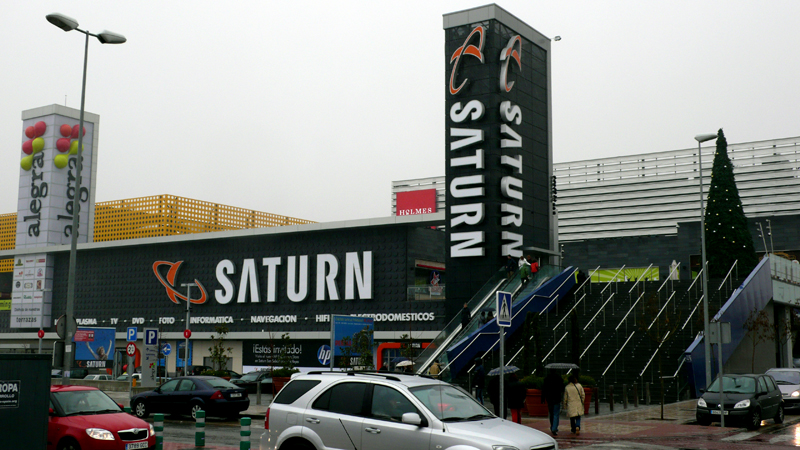
马德里的土星卖场

土星品牌原称土星-汉萨（Saturn-Hansa），其首家卖场是在1961年7月由瓦芬施密特夫妇于科隆的科隆环城路开设。在这家120㎡的空间里主要销售“来自世界各地外交官”的娱乐电子产品。1968年，两人又成立了汉萨-摄影公司（Hansa-Foto）。自1969年起，消费者都可到土星或汉萨-摄影进行购物。1972年，瓦芬施密特进而在科隆开设了首家科技百货商店，并号称是“全球最大的唱片店”。1980年代初期，一家大型卖场在慕尼黑的特雷西亚高地开业，1985年，考夫霍夫集团开始入股设于法兰克福的一家卖场。土星的控股权于1990年被万得城收购，双方进而合组成为万得-土星控股。土星像万得城一样采取分散式经营。
土星-汉萨卖场的门店在1992年已扩张至七座城市（科隆、法兰克福、慕尼黑、多特蒙德、汉诺威、纽伦堡及盖尔森基兴）。土星-汉萨卖场的门店面积通常在2100㎡至10000㎡之间。唯一的例外在汉堡（同时也是全球最大的连锁电子专业卖场），营业面积达到18000平方米。它的形成得益于霍滕和考夫霍夫这两个品牌在1990年代中期的合并：汉堡因此有两间考夫霍夫的百货商店并肩竖立在位置极佳的地点——即紧邻火车总站的蒙克贝格街上。由于此时的土星已像考夫霍夫一样归麦德龙集团所有，进而得以在1999年占用了前霍滕的百货商店，用作经营自身的电子市场。而迄今面积最小的土星卖场则是在2015年5月开设在奥尔登堡宫中庭院地库内，其营业面积仅为2000㎡。
自2011年7月1日起，分布在法国的36家土星门店被全数售予HTM集团。
在2012年9月，有消息称在瑞士开设的土星门店因经营不善而将被变更为万得城，然而公司方面对此既未证实亦不否认。事实上，瑞士土星在2011年度已录得约2000万瑞士法郎的亏损。此外，原计划在2012年10月初开展的“土星在瑞士三周年庆”宣传活动已被取消，但相应的传单仍然错误派发了出去。至2012年10月8日，瑞士土星主管卡斯滕·索莫发布声明澄清，土星品牌会继续在瑞士保留，并且没有任何撤出或更名的决定。
然而，在发表希望在瑞士扩大土星品牌的声明仅半年后，该品牌即于2013年4月9日宣布撤出瑞士。这意味着瑞士的六间门店中将有四间会在2013年7月前转变为“万得城”品牌，设于斯普賴滕巴赫和温特图尔的两间门店亦会在相同期限前关闭。至于另外两间规划中的新店则被搁置，并在2014年作为万得城门店开业。
在匈牙利，原有的土星品牌亦因同样原因被迫退出。自2012年11月1日起，匈牙利境内的所有土星门店均改以万得城的名义继续经营。2013年10月上旬，土星同样从比利时撤出。其中安特卫普的土星门店被关闭，而设于科特赖克、布鲁日、维尔赖克和列日的门店则改为万得城名称。
2013年10月24日，万得-土星控股宣布至年底前将土星品牌从土耳其市场撤出。五间既有的门店连同所有雇员均转换至万得城。会发生这种情况是出于公司的战略考量，以便长期保持在土耳其的市场领先地位。2014年6月27日，万得-土星控股又宣布，在2014年秋季前将荷兰境内的13间土星门店易帜为万得城。而当中所有的工作职位都获得保留，同时万得城将以总共45间门店强化在荷兰的市场地位。类似的转换也发生在意大利，当地的改变工作于2015年初完成。
如今土星共有约190家门店分布在4个国家：
| 国家   | 门店 |
| ------ | ---- |
| 德国   | 155  |
| 盧森堡 | 2    |
| 奥地利 | 15   |
| 波蘭   | 17   |

## redcoon品牌
redcoon是一家主营消费电子产品的折扣在线商店，总部设于阿沙芬堡并在欧洲多个国家经营。它是由前万得城经理莱纳·黑克尔（Reiner Heckel）在2003年创建。在2007/08财年，其营业收入为1.38亿欧元。
2011年3月，万得-土星控股（麦德龙）宣布收购redcoon，这是由于它们此前并未能成功建立自己的网上商城。而redcoon的小股东麦迪克（Majdic）在奥地利拥有多家发货的提取店，它们大都位于万得城卖场附近。
自2012年11月以来，公司在宣传广告中邀请模特米卡埃拉·舍费尔、乔丹·卡佛和吉娜-莉萨·罗芬克作为代言人，连同“大量便宜前所未有！（So viel billig gab’s noch nie!）”的口号，将具有讽刺意味的暗喻注入广告人物的形象中。此外，德国名厨阿尔方斯·舒贝克也是redcoon的广告代言人。